# Naddatki (SIMC 0015421)
Naddatki – kolonia w Polsce położona w województwie lubelskim, w powiecie bialskim, w gminie Łomazy. Miejscowość leży w pobliżu wsi Lubenka.
W latach 1975–1998 miejscowość należała administracyjnie do województwa bialskopodlaskiego.

## Kolonie Naddatki w gminie Łomazy
W gminie Łomazy istnieją trzy miejscowości podstawowe typu kolonia o nazwie Naddatki. Niniejszy artykuł dotyczy kolonii, która posiada identyfikator SIMC 0015421. Pozostałe dwie to kolonia Naddatki, która posiada identyfikator SIMC 0015088 oraz kolonia Naddatki, która posiada identyfikator SIMC 0015250.